# Dasineura cotini
Dasineura cotini är en tvåvingeart som beskrevs av Janezic 1979. Dasineura cotini ingår i släktet Dasineura och familjen gallmyggor. Inga underarter finns listade i Catalogue of Life.